# Markomania
Markomania – audycja muzyczna Marka Niedźwieckiego nadawana w Programie Trzecim Polskiego Radia w latach 1992–2007 i 2010–2020. W programie dominował jazz oraz klasyka rocka. Stałymi punktami programu były: Radio Kalifornia, Sałatka włosko-francuska, słuchowisko Kocham Pana, Panie Sułku, dawniej także kącik Smooth Jazz Cafe. Charakterystycznym instrumentalnym tematem muzycznym, który otwierał każde wydanie audycji był utwór: Outback Oasis w wykonaniu Dona Grusina, z albumu Raven (1990).
Audycja odbywała się w soboty między 11:00 a 13:00, wcześniej od 10:00 do 12:00.